# Vodopád Wainui
Vodopád Wainui (anglicky Wainui Falls) je 20 metrů vysoký vodopád v zátoce Wainui Bay v regionu Tasman na Novém Zélandu. Vodopád je součástí řeky Wainui a kaskádovitě padá přes žulové podloží do hlubokého jezírka na svém úpatí. Jedná se o největší a nejpřístupnější vodopád v národním parku Abel Tasman a Nelson-Golden Bay oblasti, ke kterému vede krátká stezka Wainui Falls Track. Stezka je mezi turisty populární jako celodenní procházka, a přestože je voda v řece Wainui po většinu roku příliš studená, v letních měsících je vývařiště oblíbeným místem ke koupání.

## Poloha
Vodopád se nachází v údolí zátoky Wainui Bay v národním parku Abel Tasman. Nejbližší (malé) město Tataka je vzdálené 20 km a nejbližší město Nelson je vzdálené asi 2,5 hodiny jízdy autem.

## Galerie

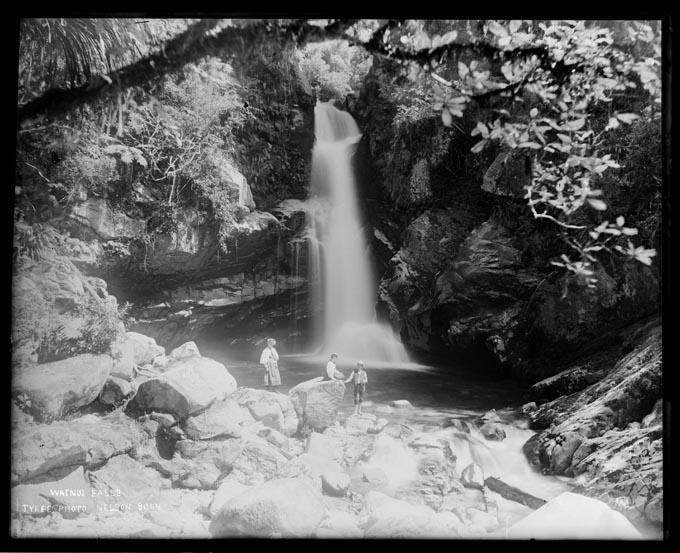
Památkáři při návštěvě vodopádu Wainui, konec 19. století nebo začátek 20. století. Tyree Colection
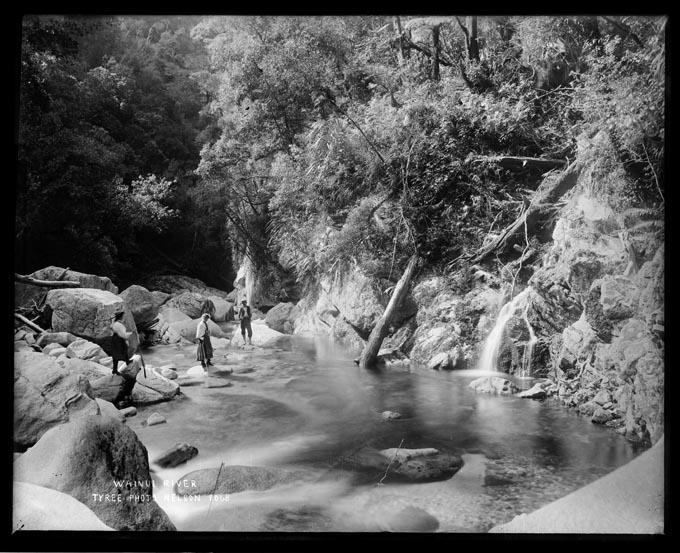
Památkáři v řece Wainui a další malý vodopád viditelný ze stezky Wainui Falls Track (nikoli Wainui Falls).[7] Konec 19. století nebo začátek 20. století. Tyree Colection
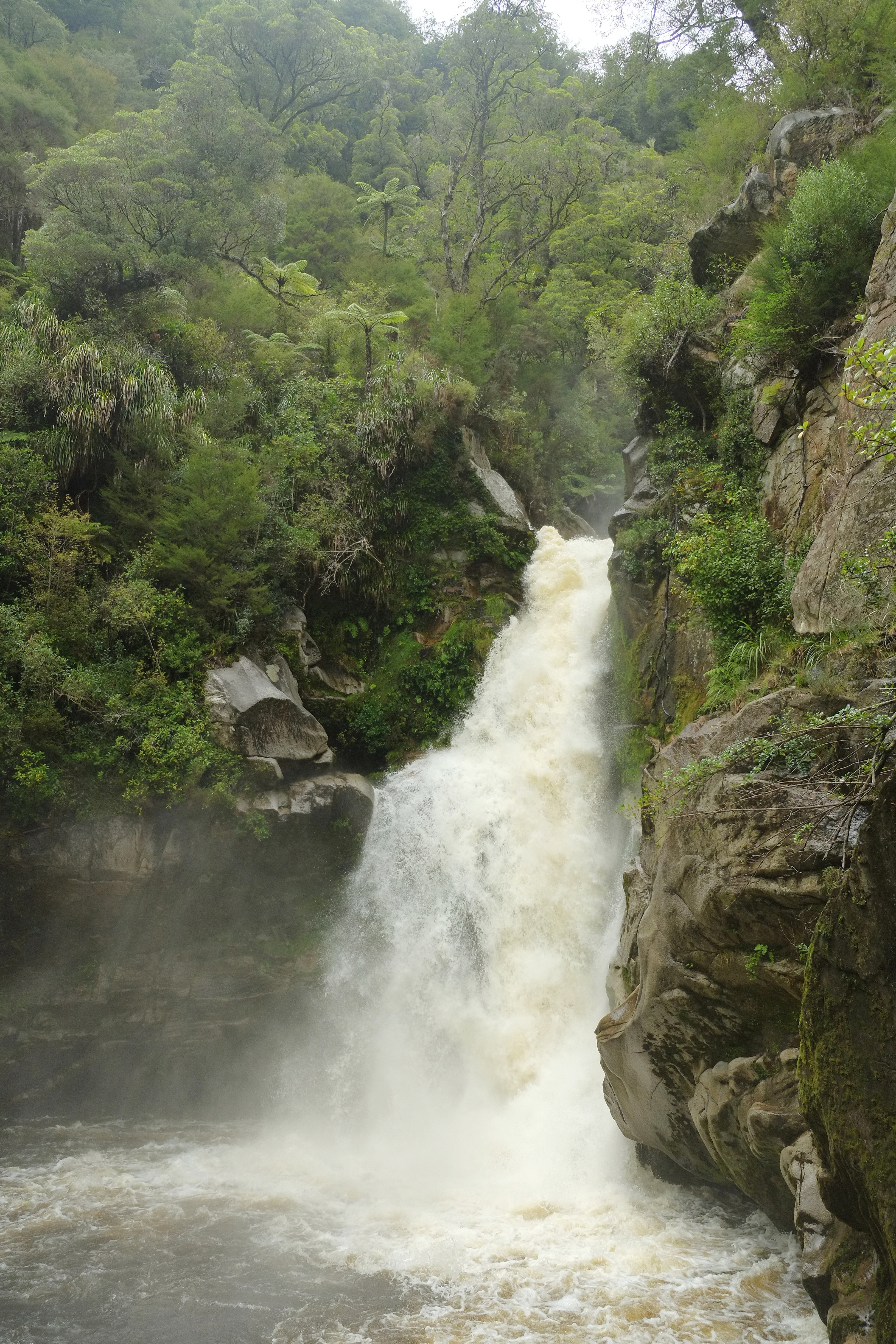
Vodopády v plné síle, rok 2015.